# T9
T9 är en patenterad teknik för prediktiv textinmatning för mobiltelefoner. T9 är en förkortning som står för "Text on 9 keys" vilket kommer från att mobiltelefoner vanligen hade nio tangenter för bokstäver. Ordlistan fanns i över 70% av alla mobiltelefoner och på minst 80 språk innan fasta knappsatser fasades ut på de flesta nya modellerna. Det senaste tillkomna språket var vitryska.

Telefonknappsats med bokstäver, enligt ITU-T-standarden E.161

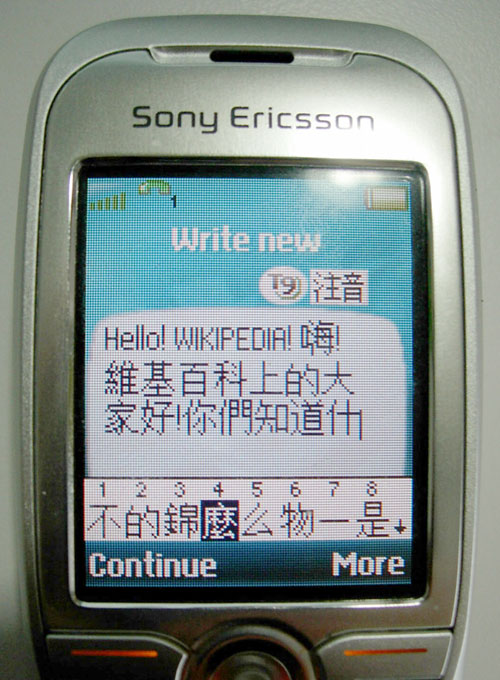
T9 under användning på Sony Ericsson-telefon.

Orden som finns i T9 bestäms delvis individuellt av mobiltillverkarna men också av mobiloperatörerna. Nya ord lades till med jämna mellanrum, men den sammanlagda summan av antalet ord i T9 är hemlig. En funktion i T9 är att användaren själv kan lägga till ord, dessa är personliga och kan inte ändras av mobiltelefontillverkarna. 
Andra system för textinmatning på mobiltelefoner än T9 har funnits. De första Sony Ericsson-telefonerna använde systemet Ezitext innan T9 kom. En annan utmanare var XT9. ITap var Motorolas motsvarighet till T9. 
Mobiltelefontillverkare som använt T9 på minst en av sina telefoner är LG, Samsung, Nokia, Siemens, Sony Ericsson, Sanyo, Sagem med fler.

## Historik
T9 är ursprungligen utvecklad av Tegic Communications, men när bolaget köptes upp 2007 av Nuance Communications fick Nuance Communications rättigheterna till ordlistan. Den främsta egenskapen hos T9 var till en början att den inte skulle ta så stor plats, speciellt i äldre telefoner där internminnet var lågt. I och med detta begränsades antalet ord. 

## Textonym
De engelska begreppen textonym, eller T9onym, används för att beskriva ord från T9-ordlistan som har samma sifferkombination som ett annat ord, t.ex. mod och nöd, som båda är alternativ av 6-6-3. Fenomenet är inte begränsat till just T9 utan förekommer i flera liknande system.

### Övriga källor
- Sydsvenskan (läst 24 april 2009)